# Commissione contenziosa del Senato della Repubblica
La Commissione contenziosa è uno degli organismi interni e di garanzia del Senato della Repubblica. Prevista dall'art. 72 del Testo unico delle norme regolamentari dell'Amministrazione riguardanti il personale del Senato della Repubblica, si occupa di dirimere questioni riguardanti i ricorsi presentati da dipendenti del Senato, contro le procedure di reclutamento del personale e contro atti e provvedimenti adottati dal Senato.
La Commissione contenziosa è composta da sette membri la cui nomina è effettuata all'inizio di ogni legislatura dal Presidente del Senato della Repubblica attraverso apposito decreto. Ne fanno parte:
- tre senatori in carica:  sono selezionati dal Presidente del Senato della Repubblica tra magistrati anche a riposo, professori ordinari o associati d'università in materie giuridiche anche a riposo, avvocati dello Stato, anche a riposo, e avvocati del libero foro;
- due membri selezionati fra: magistrati delle supreme magistrature ordinaria e amministrativa, professori ordinari di università in materie giuridiche e avvocati con almeno venti anni d'esercizio. Possono anche essere persone a riposo che in precedenza hanno ricoperto i suddetti incarichi;
- un Consigliere parlamentare;M
- un dipendente scelto dal Presidente del Senato tra una terna eletta votata dai dipendenti di ruolo del Senato.

I sette membri della Commissione contenziosa eleggono il Presidente e il Vice Presidente, scegliendoli tra i tre senatori. Durante il loro mandato, è fatto divieto ai membri della Commissione Contenziosa di fare parte del Consiglio di Presidenza, del Consiglio di Sicurezza, del Consiglio di Garanzia e del Consiglio di Disciplina.

## Presidenti
| Presidente | Presidente | Presidente | Presidente                   | Partito                                                 | Mandato         | Mandato         | Leg.  |
| Presidente | Presidente | Presidente | Presidente                   | Partito                                                 | Inizio          | Fine            | Leg.  |
| ---------- | ---------- | ---------- | ---------------------------- | ------------------------------------------------------- | --------------- | --------------- | ----- |
| 1          |            |            | Michele De Luca(1938)        | Democratici di Sinistra-L'Ulivo                         | 14 ottobre 1996 | 20 maggio 2001  | XIII  |
| 2          |            |            | Oreste Tofani(1946-2017)     | Alleanza Nazionale                                      | 30 aprile 2003  | 4 luglio 2005   | XIV   |
| 3          |            |            | Giuseppe Specchia(1943-2020) | Alleanza Nazionale                                      | 6 luglio 2005   | 27 aprile 2006  | XIV   |
| 4          |            |            | Roberto Manzione(1953)       | L'Ulivo (2006-2007) Misto/UD-Consum (2007-2008)         | 27 luglio 2006  | 28 aprile 2008  | XV    |
| 5          |            |            | Giuseppe Valentino(1945)     | Il Popolo della Libertà                                 | 9 luglio 2008   | 14 marzo 2013   | XVI   |
| 6          |            |            | Giorgio Pagliari(1950)       | Partito Democratico                                     | 16 luglio 2013  | 22 marzo 2018   | XVII  |
| 7          |            |            | Giacomo Caliendo(1942)       | Forza Italia Berlusconi Presidente-UDC                  | 10 ottobre 2018 | 12 ottobre 2022 | XVIII |
| 8          |            |            | Alberto Losacco(1970)        | Partito Democratico - Italia Democratica e Progressista | 11 luglio 2023  | in carica       | XIX   |